# Lac de Hallwil
Le lac de Hallwil (en allemand : Hallwilersee) se trouve sur les territoires du canton d'Argovie et du canton de Lucerne en Suisse. Son nom provient de la famille de Hallwyl et du village proche de Hallwil.

## Présentation

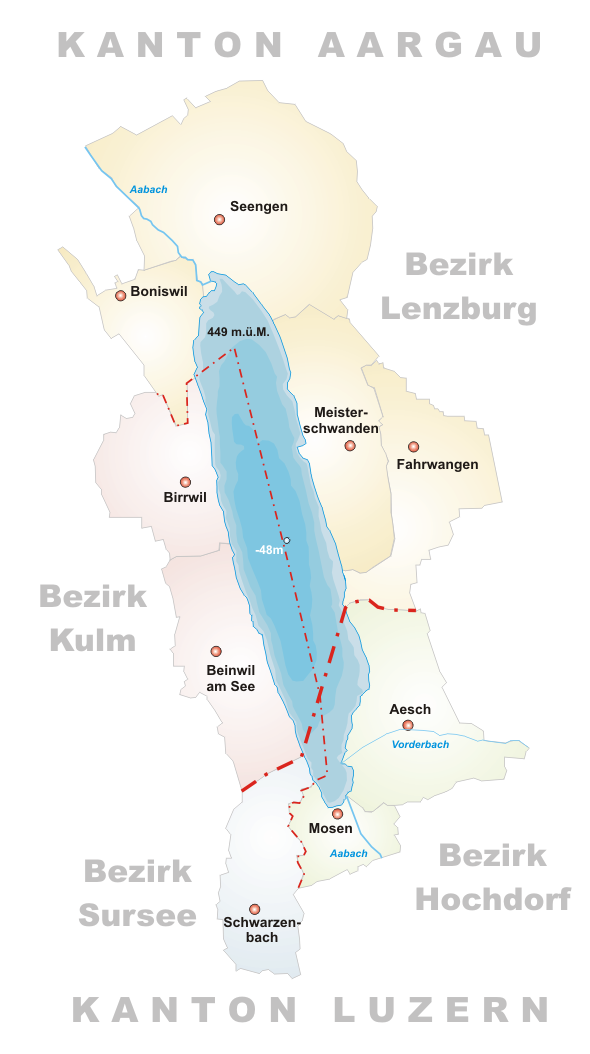
Carte du lac de Hallwil

Il a une superficie moyenne de 10,3 km2 dont 5/6 sur le district de Lenzbourg et le reste sur le district de Hochdorf. Il se trouve à une altitude de 449 mètres et sa profondeur maximale est de 48 mètres. Sa largeur est d'environ 1 500 mètres. 